# Голова матері (Шевченко)
«Голова матері» — малюнок роботи Тараса Шевченка, виконаний ним у Санкт-Петербурзі в 1838–1840 роках. Розмір 68 × 58. Зображення в овалі. Зліва внизу за межами овалу олійними фарбами напис: Спісано Т. Ш.
Малюнок є навчальною копією голови матері з картини К. Брюллова «Останній день Помпеї». При виконанні копії Шевченко від себе домалював частину покривала на голові та на лівому плечі.
Дата визначена на підставі порівняння копії з іншими олійними роботами Т. Г. Шевченка академічного періоду. Атрибуція належить С. Є. Раєвському.
Картина зберігається в Національному музеї Тараса Шевченка. Попереднє місце збереження: власність О. В. Гордона (Москва).